# The Rabbit (canción de Miike Snow)
«The Rabbit» es una canción de la banda sueca de indie Miike Snow. Este sencillo fue utilizado para promocionar una edición especial de su debut homónimo "Miike Snow", lanzado el 12 de julio de 2010.

## Video musical
El videoclip fue dirigido por Andreas Nilsson. En el video puede sentirse el contraste entre esa canción y la dirección que apunta a una estética diferente a la que uno podría asociarle a ésta, debido a su naturaleza dance y clubber. Podemos ver un grupo de mujeres negras con un look glam-africanista bastante llamativo y un niño con vello facial bastante extraño, todos ellos bailando y haciendo unas cuantas locuras más en su hogar, el precario barrio donde viven y la playa. Al último, unas cuantos efectos de animación para darle un poco más de freakismo.

## Listado de canciones
| CDr, Promo |                                       |          |  |
| N.º        | Título                                | Duración |  |
| 1.         | «The Rabbit» (Stuart Price Radio Mix) | 3:23     |  |
| 2.         | «The Rabbit» (Instrumental)           | 3:19     |  |
| 3.         | «The Rabbit» (Álbum Versión)          | 4:30     |  |